# Ховаг
Ховаг (или Howag) e компания от Швейцария, основана през 1936 г. Тя е специализирана в производството и разработването на кабели, електрически материали и съпътстващи стоки в областта на комуникационни технологии, пренос на електрическа енергия, технологии за електро, електроника и други индустрии.

## История
Основана е през 1936 г. в град Волен, Швейцария. През 1939 г. участва в Националното швейцарско изложение (Експо) в Цюрих. През 1955 г. е разработен и патентован спирален кабел, в който са вплетени допълнителни найлонови нишки, за да се увеличи силата на възстановяване. През 1956 г. се пренасочва в изделия от пластмаса и става водещ производител на свързващи телефонни кабели в Европа. През 1992 г. семейство Гройтерт поема бизнеса от сем. Брайтшмид. През 1995 г. „Ховаг“ се разделя на „Ховаг“ Кейбъл АГ и „Ховаг“ Кунстофе АГ. През 2005 г. „Ховаг“ преминава към безоловно меко запояване и покалаяване, за да изпълни Директивата за ограничаване на опасните вещества. През 2009 г. се създава дъщерната компания „Ховаг Суизпър“ в Китай и премества седалището си в Швейцария в нова и по-просторна сграда. През 2012 г. goLive на новата система ERP m. proAlpha заменя SAP. През ноември 2014 г. се създава дъщерната компания „Ховаг“ ООД със седалище в град Търговище, България.

## България
На 18 ноември 2014 г. в град Търговище (България) е създадено дъщерното дружество „Ховаг“ ООД, със седалище на адрес: улица „Никола Маринов“ №3. Собственик на „Ховаг“ ООД в България става Ойген Георг Петерханс. Създаването на „Ховаг“ в Търговище е обвързвано с изтеглянето на американския производител на индустриални акумулатори „Енернсис“ от Търговище, като при закриването на бизнеса му тогавашният изпълнителен ръководител Ойген Петерханс се ангажира лично той да отвори нови работни места в района.
Брой на служителите през годините:
- 2014 – 2
- 2015 – 11
- 2016 – 30
- 2017 – 53
- 2018 – 80
- 2019 – 104
- 2022 – 180[8]